# Гардинер, Лиззи
Лиззи Гардинер (англ. Lizzy Gardiner; род. 24 октября 1966, Даббо) — австралийская художница по костюмам, работавшая в Голливуде с начала 1990-х годов. Лауреат премии «Оскар» в 1995 году за её работу над фильмом «Приключения Присциллы, королевы пустыни» (1994), а также премий BAFTA и «Тони».

## Биография и карьера
Гардинер родилась в городе Даббо на западе Нового Южного Уэльса. После окончания средней школы три года изучала моду и дизайн костюма в Итальянской академии во Флоренции. После окончания университета она вернулась в Австралию и начала карьеру в австралийской кино- и телеиндустрии с мыльной оперы E Street. Так она начала работать с Тимом Чаппелом. Вместе они создали костюмы для австралийского комедийного фильма Стефана Эллиотта «Приключения Присциллы, королевы пустыни». Среди причудливых костюмов, которые они разработали для фильма, было платье, состоящее из множества пар оранжевых и розовых шлёпанцев. Для работы над этим фильмом Гардинер изучала австралийских дрэг-квин и их одежду.
Костюмы Гардинер и Чаппела получили премию «Оскар» за лучший дизайн костюмов, премию за лучший костюм Британской академии кино и телевидения (BAFTA) и премию за лучший дизайн костюмов Австралийского института кино (AACTA).
Гардинер привлекла внимание, когда получила свой «Оскар» за фильм «Приключения Присциллы, королевы пустыни» в необычном платье, состоящем из 254 золотых карт American Express с истекшим сроком действия. Платье изначально было сшито для этого фильма, но American Express не разрешила его использовать. Однако после того, как платье надела сама Гардинер, компания увидела его маркетинговый потенциал и стремилась продемонстрировать его в своих туристических офисах в США. Платье было продано с благотворительного аукциона в марте 1999 года, а вырученные средства были переданы Американскому фонду исследований СПИДа. Cosmopolitan включил это платье в список худших платьев церемонии «Оскар». Time включил его в список незабываемых с комментарием «это было безвкусно».
Кроме кинематографических наград, Гардинер получила театральную премию «Тони» в 2011 году, за работу над костюмами для мюзикла по мотивам фильма «Приключения Присциллы, королевы пустыни».
По состоянию на середину 2017 года Гардинер жила в Австралии со своим единственным ребёнком, дочерью.

## Избранная фильмография
- E Street / E Street (1992)
- Приключения Присциллы, королевы пустыни / The Adventures of Priscilla, Queen of the Desert (1994)
- Связь / Bound (1996)
- Добро пожаловать в Вуп-Вуп / Welcome to Woop Woop (1997)
- На рыбалку / Gone Fishin' (1997)
- Совершенно новый мир / Brand New World (1998)
- Свидетель / Eye of the Beholder (1999)
- Миссия невыполнима 2 / Mission: Impossible 2 (2000)
- Убивая Присциллу (документальный) (2000)
- Стелс / Stealth (2005)
- Великий рейд / The Great Raid (2005)
- Призрачный гонщик / Ghost Rider (2007)
- Руины / The Ruins (2008)
- Горящий человек / Burning Man (2011)
- Свадебный разгром / A Few Best Men (2011)
- Возмездие / The Railway Man (2013)
- Как заниматься любовью по-английски / Some Kind of Beautiful (2014)
- По соображениям совести / Hacksaw Ridge (2016)
- 2:22 / 2:22 (2017)
- Горячие каникулы / Swinging Safari (2018)
- Кролик Питер / Peter Rabbit (2018)
- Опасная близость: Сражение при Лонгтане / Danger Close: The Battle of Long Tan (2019)